# Кримський Том
Кри́мський Том, також Севастопольський Том або просто Том (англ. Crimean Tom, Sevastopol Tom) — кіт, знайдений британськими військовими в Севастополі під час Кримської війни, який привів їх до схованки із харчами, яка допомогла союзницьким солдатам витримати голод. Після війни був привезений в Англію, де незабаром помер. У колекції Національного музею армії зберігається опудало кота, який вважається Томом, але доказів того, що це той самий кіт, немає.

## Історія
Під час Кримської війни 9 вересня 1855 року англійські та французькі війська захопили Севастополь у росіян після майже річної облоги. Лейтенант Вільям Гайр (William Gair) з 6-го драгунського гвардійського полку, який був прикомандирований до Field Train Department як заступник помічника комісара, вів патруль у пошуках підвалів з припасами. Гайр помітив кота, всього в пилу і кіптяві, що сидів на купі сміття між двома пораненими. Кіт, не звертаючи уваги на навколишню метушню, дозволив Гайру себе підібрати. Кіт, якому було років вісім, зміг вижити в місті протягом усієї блокади.
Гайр взяв кота в свою казарму, кіт жив і їв разом з групою британських офіцерів, які стали його називати Томом, а пізніше Кримським Томом або Севастопольським Томом. Окупаційні війська з усіх сил намагалися знайти припаси, особливо продукти харчування, в місті виснаженому річною облогою. Офіцери помітили, що Том ставав все більш вгодованим, так вони зрозуміли, що він харчується мишами, яких повинно бути багато поблизу. Знаючи, що миші самі можуть годуватися захованими російськими припасами, вони пройшли за Томом до місцевості, відрізаної щебенем. Тут вони знайшли склад із харчами, які врятували британських і французьких солдатів від голоду. Пізніше Том привів офіцерів до ще декількох невеликих схованок із припасами біля доків. Після закінчення війни Гайр повернувся з Томом в Англію, і тримав його як домашнього вихованця, але незабаром кіт помер 31 грудня 1856.

## Спадщина

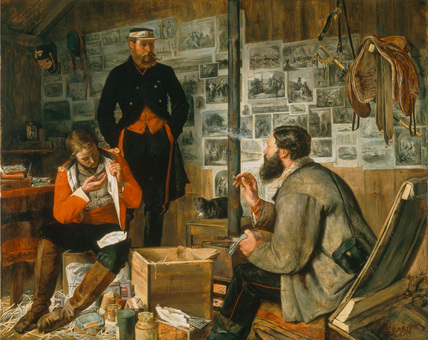
Довгоочікуване прибуття, 1855, Джон Дальбіак Луард, 1857

За традицією, поширеною в вікторіанській Англії, в пам'ять про улюбленого вихованця Гайр зробив з кота опудало, яке потім він подарував Королівському інституту оборонних досліджень. У 1950-х роках леді Фейт Комптон Маккензі купила на блошиному ринку в Портобелло-Роуд опудало кота, якого ідентифікували як Кримського Тома, але точних доказів цього не було надано. У 1958 році опудало передали до Національного музею армії, де воно знаходиться на експозиції. В музеї не змогли встановити, чи є він Кримським Томом чи ні.
Поширене уявлення, що Том намальований сплячим на столі поруч з дров'яною піччю на картині олією Довгоочікуване прибуття, 1855 (A Welcome Arrival, 1855) художника Джона Дальбіака Луарда, створеній у 1857 році й зображає британських офіцерів, які розкривають посилки з дому. Висловлювалося припущення, що Гайр — це чоловік у червоному в лівій частині картини. Національний музей армії проте пише, що «немає жодних доказів, що підтверджують ці твердження».